# Illano (kommun)
Illano är en kommun i Spanien. Den ligger i den autonoma regionen Asturien i nordvästra delen av landet, 400 km nordväst om huvudstaden Madrid. Antalet invånare är 289 (2024). Arean är 102,46 kvadratkilometer. Illano gränsar till Boal, Vilaión, Allande, Pesoz, San Martín de Oscos och Villanueva de Oscos. 